# Atlantic Fleet (Royal Navy)
La Atlantic Fleet è stata una delle principali flotte della Royal Navy.
Sono esistite due formazioni principali nella marina britannica denominate ufficialmente Atlantic Fleet: la prima venne creata nel 1909 e rimase attiva fino al 1914, tornando poi in uso tra il 1919 ed il 1932.
Nel 1909 venne creata dalla Channel Fleet durante una riorganizzazione della marina portata avanti dall'allora Primo Lord del Mare, l'Ammiraglio della Flotta Jackie Fisher.
Nel 1914 le crescenti tensioni con la Germania forzarono la Royal Navy a rivedere i propri assetti strategici e quindi la maggioranza delle unità vennero riunite nella Home Fleet, poi rinominata Grand Fleet.
L'Atlantic Fleet venne quindi ricreata dopo la fine della prima guerra mondiale, quando le forze navali inglesi vennero riorganizzate in funzione della nuova situazione politica ed economica dell'europa continentale. Le navi assegnatele provenivano dallo smembramento della Grand Fleet, che aveva combattuto nella Battaglia dello Jutland, ma non tutte vennero assegnate a questa flotta.
Nella sua breve storia l'Atlantic Fleet non combatté mai in una battaglia navale. L'unico momento in cui l'attenzione si appuntò su questa flotta fu il cosiddetto Ammutinamento di Invergordon, nel 1931, durante il quale marinai della flotta, in seguito ad un taglio degli stipendi, per due giorni si rifiutarono apertamente di obbedire agli ordini. Nel 1932 l'Ammiragliato, scosso dagli avvenimenti di Invergordon, rinominò la flotta con il vecchio nome di Home Fleet, pensando così di rimuovere più in fretta la memoria dell'incidente.
| Controllo di autorità | VIAF (EN) 126929799 · LCCN (EN) nb2008021284 |